# Ель Глена
Ель Глена (лат. Picea glehnii) — один из видов ели. Вид назван в честь его первооткрывателя для науки Петра Петровича Глена (1835—1876), российского флориста, систематика растений, путешественника, географа и гидрографа, исследователя Приамурья и Сахалина. По-японски называется яп. アカエゾマツ — красная ель.

## Ботаническое описание
Дерево с густой кроной конусообразного вида, со стволом около 62—73 см в диаметре, на Сахалине некоторые ели достигают 17 м высоту. В Японских горах встречаются экземпляры до 30 м. Кора старых деревьев чешуйчатая, пластинчатая, шоколадно-коричневая (этим свойством она отличается других видов ели). Молодые побеги оранжевые или бордовые, опушенные по желобкам и на черешках в 1 мм длиной. Почки 3—7 мм длиной, около 5 мм шириной, яйцевидно-конусообразные, красновато-коричневые, немного смолистые; их чешуи треугольные или тригональные с длинным шиловидным концом.
Хвоинки около 10 мм длиной, 2,5 мм шириной, четырёхгранные, чуть-чуть изогнутые, у зрелых туповатые, но острые у молодых растений, сизовато-зелёные, при растирании с терпким запахом.
Шишки продолговато-яйцевидные или эллипсоидные с практически плоским дном, 3,6—8,7 см длиной и 2—4 см толщиной; фиолетовые или зелёные, зрелые бурые, в зрелом состоянии тёмно-красные, с обратнояйцевидными, в базовой части бордово-коричневыми, семенными чешуями. Семена 2—2,4 мм длиной, светло-коричневые, с желтовато-оранжевым крылом, в 2—3 раза превосходящим их по длине.
Вынослива к тени, устойчива к зимним морозам. В культуре хорошо сочетается с лиственницей Гмелина.

## Распространения и экология
Основной ареал расположен на японском острове Хоккайдо. Встречается также на горе Хаятине в горах Китаками на севере Хонсю (префектура Иватэ) и в России — на юге Сахалина (вдоль залива Анива в долине реки Мерея, в окрестностях озера Большое Вавайское и лагуны Буссе) и на южных Курильских островах (Кунашир, Шикотан, юг Итурупа).
Ель Глена растет в низких местах и холодных избыточно влажных почвах c каменистой подпочвой на высоте 0 до 1600 метров над уровнем моря.

## Гибриды
Образует гибрид Picea ×notha с Елью аянской (Picea jezoensis).

## Охрана
Внесена в Красную книгу Сахалинской области, также охраняется в национальных парках Японии, особенно в части ареала на Хонсю.

## В культуре
В Европе интродуцирована с 1877 г. В ботаническом саду Петра Великого плодоносит. В возрасте 65 лет достигает высоты около 22 м, при диаметре ствола 37 см, образует правильную конусовидную крону с острой верхушкой.